# Félix Moloua
Felix Moloua (ur. 1957) – polityk Republiki Środkowoafrykańskiej. Sprawował urząd ministra planowania, gospodarki i współpracy Republiki Środkowoafrykańskiej. Od 7 lutego 2022 Félix Moloua jest premierem Republiki Środkowoafrykańskiej.